# الضحية العاشرة
الضحية العاشرة (بالإيطالية: La decima vittima)؛ فيلم خيال علمي إيطالي، من إنتاج دولي مشترك، صدر في العام 1965، من إخراج إليو بيتري، وبطولة مارسيلو ماستروياني وأورسولا أندريس، بالاشتراك مع إلسا مارتينيلي، والفيلم مقتبس جُزئيًّا من قصة قصيرة للروائي الأمريكي روبرت شيكلي، صدرت في العام 1953، بعنوان الضحية السابعة.

## روابط خارجية
الضحية العاشرة على موقع IMDb (الإنجليزية)
- الضحية العاشرة على موقع روتن توميتوز (الإنجليزية)
- الضحية العاشرة على موقع نتفليكس (الإنجليزية)
- الضحية العاشرة على موقع ألو سيني (الفرنسية)
- الضحية العاشرة على موقع Turner Classic Movies (الإنجليزية)
- الضحية العاشرة على موقع أول موفي (الإنجليزية)
- الضحية العاشرة على موقع فيلمافينيتي (الإسبانية)
- الضحية العاشرة على موقع قاعدة بيانات الأفلام السويدية (السويدية)
- الضحية العاشرة على موقع قاعدة بيانات الفيلم (الإنجليزية)
- الضحية العاشرة على موقع ليتربوكسد (الإنجليزية)